# Fabrication traditionnelle de tapis tibétain
 (avril 2010).
Si vous disposez d'ouvrages ou d'articles de référence ou si vous connaissez des sites web de qualité traitant du thème abordé ici, merci de compléter l'article en donnant les références utiles à sa vérifiabilité et en les liant à la section « Notes et références ».

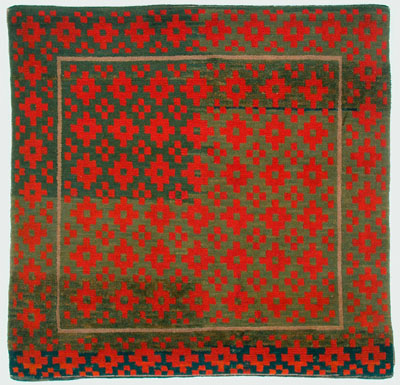
A small Tibetan sitting rug with traditional Gau (amulet) design, representative of the designs that are believed to be amongst the oldest on Tibetan carpets

La fabrication traditionnelle de tapis tibétains est un métier ancien et traditionnel. Les tapis tibétains sont traditionnellement fait en laine de moutons tibétains de région montagneuse appelés changpel. Les Tibétains utilisent des tapis pour plusieurs usages allant du revêtement de sol, tenture, ou selles de cheval, bien que l'usage le plus commun est celui d'un tapis pour s'asseoir. Un tel tapis mesure environ 0.9 m x 1.6 m, est appelé un khaden.
Le processus de fabrication de tapis tibétains est unique dans le sens que la méthode de tricotage est différente de celle utilisée pour la fabrication traditionnelle d'autre tapis dans le monde. Avec l'introduction de technologies modernes, certains aspects des procédés de fabrication des tapis ont été supplantés par la fabrication mécanique dans de nombreux ateliers, en particulier, le tournage du fil et la bordure après tissage. Ceci s'explique principalement par le coût, la disparition des connaissances etc. Néanmoins, les plus beaux tapis sont ces toujours faits de la façon traditionnelle, à la main. 
Avec l'occupation du Tibet par les communistes chinois pendant les années 1950, les réfugiés tibétains ont commencé à migrer en Inde et au Népal. Ils ont emporté avec eux leur connaissance de fabrication de tapis. Actuellement, au Népal l'artisanat du tapis représente une des plus grandes industries du pays et il y a de nombreux exportateurs de tapis. Le Tibet a aussi des ateliers de tissage, mais l'exportation de l'industrie est relativement sous-développée comparée au Népal et à l'Inde. 

## Histoire
Selon China Daily le tapis tibétain avec une histoire de plus de 2000 ans est l'or du trésor de l'artisanat traditionnel tibétain

## Design

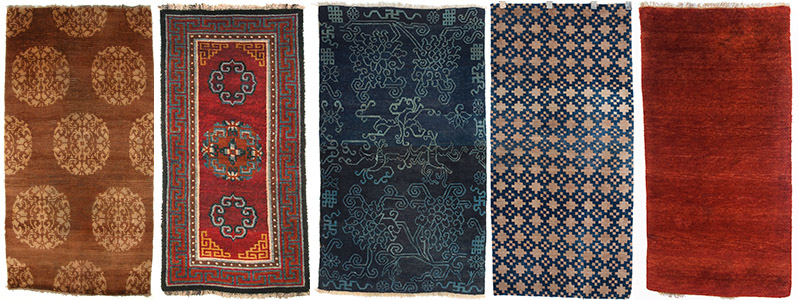
Tibetan khaden (small sitting rugs) with designs typical of 19th century weavings

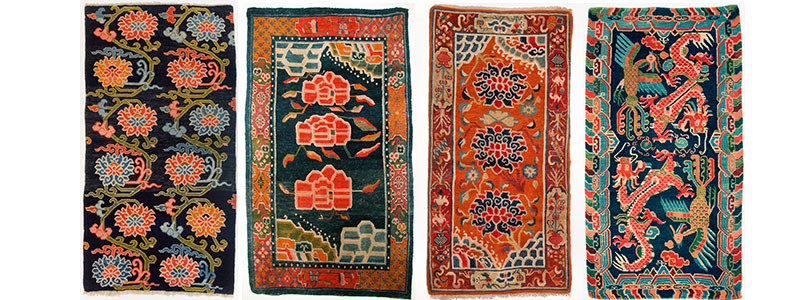
Tibetan khaden with designs from the early part of the 20th century showing the greater elaboration and wider color range from this period

## La production actuelle en exil

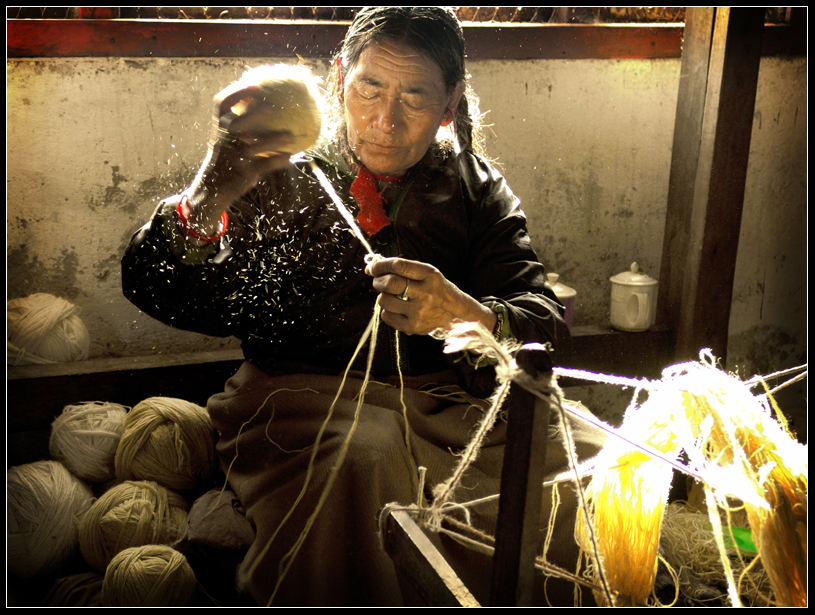
Fabrication traditionnelle de tapis tibétain à Ravangla au Sikkim, en Inde.